# Yongxing (köpinghuvudort i Kina, Heilongjiang Sheng, lat 47,26, long 126,08)
Yongxing (kinesiska: 永兴, 永兴镇) är en köpinghuvudort i Kina. Den ligger i provinsen Heilongjiang, i den nordöstra delen av landet, omkring 170 kilometer norr om provinshuvudstaden Harbin. Antalet invånare är 24 469. Befolkningen består av 11 968 kvinnor och 12 501 män. Barn under 15 år utgör 13,0 %, vuxna 15-64 år 80 %, och äldre över 65 år 6,0 %.
Runt Yongxing är det ganska tätbefolkat, med 120 invånare per kvadratkilometer. Närmaste större samhälle är Mingshui, 15,9 km sydväst om Yongxing. Trakten runt Yongxing består till största delen av jordbruksmark.
Genomsnittlig årsnederbörd är 893 millimeter. Den regnigaste månaden är juli, med i genomsnitt 282 mm nederbörd, och den torraste är januari, med 6 mm nederbörd.